# Ectropis bacoti-suffusa
Ectropis bacoti-suffusa är en fjärilsart som beskrevs av Tutt 1905. Ectropis bacoti-suffusa ingår i släktet Ectropis och familjen mätare. Inga underarter finns listade i Catalogue of Life.